# Turbina corymbosa
El xtabentún, coaxihuitl, coatl xoxouhqui, bado, ololiuqui (Rivea corymbosa, sin. Turbina corymbosa) es una enredadera grande y leñosa de la familia de las convolvuláceas. Tiene flores vistosas en forma de campana. Es nativa de América, donde crece en selvas tropicales húmedas y secas desde el sur de México a Argentina. Ha sido utilizada por diversas culturas por sus propiedades medicinales y alucinógenas. En Cuba se llama aguinaldo blanco.

## Descripción
Por el atractivo de sus grandes hojas cordiformes y sus flores blancas, en forma de campana, se cultiva como ornamental; en Cuba se aprovecha también la riqueza de su néctar para elaborar una miel clara y aromática.[cita requerida]
Es de climas cálidos templados; por tanto, es sensible a las heladas. En idioma maya yucateco, xtabentún significa "enredadera que crece en la piedra". La leyenda de Xtabay trata de esta flor.[cita requerida]
Las semillas, redondas y de color café, contienen amida de ácido lisérgico, hidroxietilamida de ácido lisérgico y ergonovina. Fueron y son utilizadas por chinantecos, mixtecas, mazatecos y zapotecos en Oaxaca para ritos de adivinación, encontrar objetos y personas perdidas y diagnosticar enfermedades. Antiguamente se utilizaban también estas semillas por sus propiedades medicinales, ya que su ingestión provoca una sensación de euforia, despersonalización y posteriormente sueño.[cita requerida]
En 1941, Richard Evans Schultes identificó la taxonomía de la planta, y Albert Hofmann aisló y describió los componentes psicotrópicos de la misma en agosto de 1960.[cita requerida]
En el segundo capítulo de su libro El río, exploraciones y descubrimientos en la selva amazónica, Wade Davis cuenta la importancia de este proceso científico: la planta, usada por los mexicas desde mucho antes de la llegada de los conquistadores, sólo se diferencia del LSD por el cambio de dos átomos de hidrógeno por dos grupos de etilos.[cita requerida]

## Taxonomía
Turbina corymbosa fue descrita por (L.) Raf.   y publicado en Flora Telluriana 4: 81. 1836[1838].
Sinonimia
- Convolvulus corymbosus L.
- Convolvulus domingensis Desr.
- Convolvulus laevicaulis Willd. ex Roem. & Schult.
- Convolvulus multiflorus Kunth
- Convolvulus sidaefolius Kunth
- Ipomoea antillana Millsp.
- Ipomoea corymbosa (L.) Roth
- Ipomoea domingensis (Desr.) House
- Ipomoea sidaefolia (Kunth) Sweet
- Legendrea corymbosa (L.) Ooststr.
- Legendrea corymbosa var. mollissima (Webb & Berthel.) Ooststr.
- Legendrea mollissima Webb & Berthel.
- Rivea corymbosa (L.) Hallier f.
- Rivea corymbosa var. mollissima (Webb & Berthel.) Hallier f.
- Turbina corymbosa f. mollissima (Webb & Berthel.) Stearn[3][4]